# Fred Sagner
Alfred „Fred“ Sagner (* 7. Oktober 1919 in Schlesien; † 7. Juli 2009 in Hennef) war ein deutscher Politiker (CDU) und deutscher Militär.

## Leben und Beruf
Sagner diente während des Zweiten Weltkrieges als Oberleutnant in der Wehrmacht.
In der Bundesrepublik war Sagner von 1949 bis 1954 Persönlicher Referent von Minister Jakob Kaiser im Bundesministerium für gesamtdeutsche Fragen. Anschließend war er von 1954 bis 1956 als Fachreferent in einem Referat des Ministeriums tätig. Die Stiftung des Verdienstordens der Bundesrepublik Deutschland geht auf Entwürfe Alfred Sagners zurück.
Ab März 1956 diente Sagner im Range eines Hauptmanns in der Unterabteilung Innere Führung der neu geschaffenen Bundeswehr. Im Mai 1957 holte ihn Franz Josef Strauß als Leiter seines Ministerbüros ins Bundesministerium der Verteidigung. 1959 erhielt er das Kommando über eine Garnison. Im Rang eines Majors war Sagner ab 1962 als Militärattaché an der deutschen Botschaft in Seoul in Südkorea tätig. Von 1966 bis zum Herbst 1967 war er Militärattaché im südvietnamesischen Saigon. Nach einer letzten NATO-Verwendung in Mannheim wurde er als Oberst im Generalstab pensioniert. Sagner lebte bis 2009 zurückgezogen in Bonn.
Er war mit Gisela Sagner (geborene Bothfeld) verheiratet und hatte zwei Söhne.

## Partei
Sagner trat 1945 der CDU in der Sowjetischen Besatzungszone bei. Von 1946 bis März 1948 war er Vorsitzender des CDU-Kreisverbandes Berlin-Tempelhof. Sagner engagierte sich zu dieser Zeit vor allem im Bereich der Jugend. So war er zwischen März 1946 und März 1947 Beisitzer und schließlich Vorsitzender des Jugendausschusses des Landesvorstandes der CDU Berlin. Von September bis Dezember 1947 war Sagner dann Beisitzer im Hauptvorstand der CDU und von Juli 1947 bis Januar 1948 Vorsitzender des Jugendreferats beim Hauptvorstand der CDU. Er gehörte 1947 zu den Gründungsmitgliedern der Jungen Union Deutschlands. Nachdem der Anhänger Jakob Kaisers im Januar 1948 wie dieser von der Sowjetischen Militäradministration in Deutschland aller seiner Ämter enthoben worden war, folgte Sagner Kaiser nach Westdeutschland.
Auch aus Protest gegen das Verbot der Jungen Union in der Sowjetischen Besatzungszone wurde er 1948 als Nachfolger von Bruno Six zum Vorsitzenden der Jungen Union Deutschlands gewählt. Bereits nach einem Jahr legte er das Amt jedoch nieder.

## Ehrenamtliches Engagement
Am 20. Februar 1959 gründete Sagner gemeinsam mit dem CDU-Politiker Rainer Barzel und dem Gewerkschafter Otto Stolz den antikommunistischen Verein Rettet die Freiheit. Er war einer der drei Vorsitzenden und Mitherausgeber des Rotbuchs I und des Rotbuchs II des Vereins.
Sagner war im Anschluss an seine berufliche Tätigkeit in Asien Mitbegründer der Deutsch-Koreanischen Gesellschaft.
Er war zudem Mitbegründer der Traditionsgemeinschaft Schlesischer Truppen. Auf seinem Entwurf basiert das Gedenkkreuz ehemaliger schlesischer Truppen, welches 1995 anlässlich des 50. Jahrestages der bedingungslosen Kapitulation der deutschen Streitkräfte im Haus Schlesien in Heisterbacherrott gestiftet und unter dem Vorsitz von Oberst a. D. Arthur Jüttner und Oberleutnant a. D. Münnich an zahlreiche verdienstvolle schlesische Militärs verliehen wurde.

## Ehrungen
Sagner wurde im Zweiten Weltkrieg unter anderem mit dem Eisernen Kreuz II. Klasse, dem Infanterie-Sturmabzeichen, dem Verwundetenabzeichen in schwarz und dem Deutschen Sportabzeichen ausgezeichnet. Neben zahlreichen ausländischen Orden und Auszeichnungen wurde ihm der Bismarck-Orden in silberner und goldener Stufe verliehen durch Ferdinand Fürst von Bismarck.

## Belege